# Jackie Appiah
Pour les articles homonymes, voir Appiah.
Jackie Appiah née le 5 décembre 1983, à Toronto, en Ontario au Canada est une actrice ghanéenne. Pour son travail d'actrice, elle a reçu plusieurs prix et nominations, y compris les prix de la meilleure actrice dans un rôle principal aux Africa Movie Academy Awards 2010 et 2024, et Meilleure actrice dans un second rôle aux Africa Movie Academy Awards en 2007,,. Elle a reçu deux nominations pour la meilleure actrice dans un rôle principal et la meilleure actrice à venir aux Africa Movie Academy Awards en 2008,.

## Biographie

### Jeunesse
Appiah est le dernier de cinq enfants. Elle est une Canadienne ghanéenne, née à Toronto. Elle a passé sa petite enfance au Canada et a déménagé au Ghana avec sa mère à l'âge de 10 ans. Elle est connue sous son nom de jeune fille, Appiah. Appiah a épousé Peter Agyemang en 2005 et a un fils. Le père d'Appiah est Kwabena Appiah (le frère cadet de feu Joe Appiah, un célèbre avocat à Kumasi) résidant actuellement à Toronto, Ontario, Canada.

### Vie privée
Jackie a épousé Peter Agyemang en 2005 avec qui elle a eu un fils, Damien. Ils ont divorcé après trois ans de mariage.

## Carrière
L'apparition d'Appiah à l'écran est devenue régulière lorsqu'elle a été invitée par Edward Seddoh Junior, l'écrivain de Things We Do For Love, où elle a joué le rôle d'Enyonam Blagogee. Plus tard, elle a participé à Tentacles, Games People Play, Sun-city et de nombreuses autres séries télévisées.
Appiah se souvient qu'elle était très timide la première fois qu'elle est allée sur le plateau. "C'était une production cinématographique de Vénus intitulée Divine Love et je devais jouer le rôle de Kate, la protagoniste. Je ne pensais pas avoir fait trop bien. J'ai fouillé mais beaucoup de gens ne l'ont pas remarqué. "[Cette citation a besoin d'une citation] Malgré sa nervosité, la première minuterie a dit qu'elle avait réussi à impressionner tout le monde.
Appiah dit que sa meilleure partie était dans Mummy’s Daughter de Venus Films. Le film raconte l'histoire de la famille Bartels où elle a joué le rôle de la princesse, la fille. «J'ai adoré la façon dont j'ai agi et j'étais satisfait du rôle que j'ai joué.» [Cette citation mérite d'être citée] Appiah voit maintenant l'industrie cinématographique locale comme ayant changé pour le mieux. Elle pense que d'autres verront son ultime succès.

### Percée et succès de Nollywood
Appiah, était déjà connue de Nollywood à travers ses nombreux films ghanéens à succès, dont Beyoncé - The President Daughter, Princess Tyra, Passion of the Soul, Pretty Queen, The Prince's Bride, The King is Mine et The Perfect Picture. Ses films notables de Nollywood incluent Black Soul et Bitter Blessing, aux côtés de l'acteur de Nollywood Ramsey Nouah et de My Last Wedding, aux côtés de l'acteur de Nollywood Emeka Ike.
En 2013, elle a remporté le prix de la meilleure actrice internationale au Papyrus Magazine Screen Actors Awards (PAMSAA) 2013 qui s'est tenu à Abuja.

### Travail promotionnel
Le visage d'Appiah peut être vu sur de nombreux panneaux d'affichage et publicités télévisées au Ghana, y compris une publicité GSMF sur la protection contre le VIH SIDA. Elle a gagné le visage de U.B dans une promotion qu'elle a faite pour eux dans des publicités télévisées et elle est actuellement le visage d'IPMC pour les publicités et les panneaux d'affichage. "GSMF" était sa première publicité télévisée

## Récompenses et nominations
- City People Entertainment Award for Hottest Ghanaian Actress In Nollywood[19],[20]
- City People Movie Award for Best Actress of the Year (Ghana)
- Africa Movie Academy Award de la meilleure actrice en 2010 et 2024
- Africa Movie Academy Award de la meilleure actrice dans un second rôle en 2007

## Filmographie
- Thing We Do For Love
- Before My Eyes
- Virginity
- Career woman
- Passion Lady
- Her Excellency
- The Perfect Picture
- Prince of the Niger
- My Last Wedding
- Love Games
- Tears of Womanhood
- Night Wedding
- A Cry for Justice
- 4 Plays
- 4 Play Reloaded
- Death after Birth
- Divine Love
- The Heart of Men
- The Power of a Woman
- Run Baby Run
- Beyoncé - The President Daughter
- The Return of Beyoncé
- Mummy’s Daughter
- The Love Doctor
- Royal Battle
- Chasing Hope
- Princess Tyra
- the prince's bride
- Fake Feelings
- Wind of Love
- Total Love
- Passion of the Soul
- Mortal Desire
- Pretty Queen
- The Prince's Bride
- The King is Mine
- Spirit of a Dancer
- Excess Money
- Golden Stool
- Deadly Assignment
- Turning Point
- Wrath of a Woman
- Blind Lust
- Black Soul
- Against My Will
- Royal Kidnap
- End of Royal Kidnap
- The Siege
- Royal Honour
- Eye of the gods
- The Comforter
- Palace Slave
- Throwing Stones
- Comfort My Soul
- Above Love
- Wind of Sorrow
- Piece of My Soul
- Cold Heart
- Golden Heart
- A Bitter Blessing
- Queens heart
- Kings heart
- Forever young
- Barrister Anita
- Deep Fever
- Sisters At War
- Cheaters
- The Perfect Picture
- Reason To Kill
- Grooms Bride
- Heart of Men
- Stigma [22]
- Yolo
- Perfect Love 1
- Perfect Love 2
- AKALIKA LOVE (2018)